# Boumerdès
Boumerdès (em árabe: بومرداس) é uma cidade e comuna localizada na província de Boumerdès, Argélia. Segundo o censo de 2008, a população total da cidade era de 41 685 habitantes.